# Wyspa skarbów (film 1985)
Wyspa skarbów (ang. Treasure Island) – brytyjsko-francusko-chilijski film przygodowy z 1985 roku w reżyserii Raúla Ruiza. Scenariusz filmu powstał w oparciu o klasyczną powieść Roberta Louisa Stevensona pod tym samym tytułem.

## Główne role
- Melvil Poupaud – Jim Hawkins
- Martin Landau – stary kapitan
- Vic Tayback – Long John Silver
- Lou Castel – doctor
- Jeffrey Kime – Timothy
- Anna Karina – matka
- Sheila – ciotka
- Jean-François Stévenin – Israel Hands
- Charles Schmidt – człowiek z blizną
- Jean-Pierre Léaud – Midas
- Yves Afonso – francuski kapitan
- Pedro Armendáriz Jr. – Mendoza
- Tony Jessen – Ben Gunn
- Michel Ferber – Crabb